# Станимир Лефтеров
Станимир Левтеров е бивш български футболист, защитник.
Роден е на 4 октомври 1973 г. във Велико Търново. Играл е за ФК Павликени, ФК Ботев НП, Етър Локомотив (Русе), СлованБьрно/Чехия, Camerino AC /Италия/ и Libarna AC/Италия/. Полуфиналист за купата на страната през 1993 и Носител на Купата на ПФЛ1995 с Етър. В А група има 144 мача и 10 гола. За Етър е изиграл 4 мача в турнира Интертото 1995 г. През 2003 г. прекратява професионалната си кариера като футболист и започва работа като треньор в САЩ.

## Статистика по сезони като треньор
- 2005 – 2006 г. менажер на футболния отбор на Берген колеж /САЩ/.
- 2007 – 2008 г. футболен треньор на юношески отбори във Фастрак Футболна Академия/САЩ/.
- 2008 Асистент Футболен Директор в Страикерс ФК Академия/САЩ/.
- 2008 – 2013 Технически Директор в Страикерс ФК/САЩ/. Ст. Треньор на Страикерс ФК.
- 2009 Основател и Треньор в STAN SOCCER LLC Academy.

## Статистика по сезони
- ФК Павликени (Павпикени) – 1991/92 – Б група, 14 мача/1 гол
- ФК Павликени (Павликени – 1992/94 – В група, 48/29
- ФК Ботев (Нови Пазар) 94 – Б група, 15/7
- Етър – 1994/95 – А група, 26/2
- Етър – 1995/96 – А група, 27/2
- Локомотив (Рс) – 1996/97 – Б група, 31/3
- Слован (Бьрно) Чехия /1997 – 1998 Втора Професионална група 38/9
- Етър – 1998/99 – Б група, 24/1
- Етър – 1999/ес. - Б група, 7/0
- A.S.Camerino Calcio (Италия) – 2000/01 – Ecelenza група, 28/3
- A.S. Libarna Calcio (Италия) 2001/02 – Ecelenza група, 26/1
- Атланта (САЩ) – /2003/